# ルビー・O・フィー
ルビー・O・フィー（Ruby O. Fee、ルビー・ムーンストーン・カミラ・ウィロー・フィー、1996年2月7日 - 、コスタリカのサンホセ）は、ドイツの女優。

## 来歴
彼女は2010年のテレビシリーズ『Allein gegen die Zeit』のソフィー・ケラーマン役で主役を演じたことで知られるようになった。また、2010/2011年に撮影された同シリーズの第2シーズンにも再び起用された。初の長編映画『Womb』（2010年）では、10代のレベッカを演じた（大人になってからはエヴァ・グリーンが演じている）。また、2010年夏に撮影され、2011年5月に公開された長編映画『Dandelion - The Cinematic Adventure』では、ライラ役で主役を務めた。
2012年の夏、モーリッツ・ブライプトルーが出演する児童文学『The Black Brothers』の映画化の撮影が行われ、ルビー・O・フィーはアンゲレッタ役を引き受けた。その後、テレビ映画『Lotta & the Happy Future』に出演し、心を病んだ少女を演じた。『Tatort』のエピソード「Happy Birthday, Sarah」では殺人容疑者のサラを演じ、高い評価を得た。2013年の夏、フィーはデトレフ・バック監督の映画『Bibi and Tina』にソフィア・フォン・ゲレンベルグ役でカメラの前に登場した。 
2015年には、クレメンス・マイヤーの同名小説を原作とするアンドレアス・ドレーセン監督の映画「Als wir träumten」で主役の一人を演じた。2016年には、2部構成の歴史映画『The Secret of the Midwife』（D/CZ）で女性の主役を演じた。2016年からのマティアスX.オバーグ監督によるドイツのサイコロジカル・スリラー『Zazy』では、女性の主役を演じた。2019年の米独合作アクション映画『ポーラー 狙われた暗殺者』では、マッツ・ミケルセンと共演。『Lindenberg! Mach dein Ding』（2020年）では、ウド・リンデンバーグの歌「Alles klar auf der Andrea Doria」で不朽の名作となったPaula aus Sankt Pauliを演じている。
2021年には、マティアス・シュバイホーファー監督の映画『アーミー・オブ・シーブズ』にコリーナ役で出演している。 

## 出演
- 2010年：子宮
- 2010–2012： Allein gegen die Zeit （TVシリーズ、26エピソード）
- 2011：タンポポ–シネマアドベンチャー
- 2013：ロッタ＆ハッピーフューチャー（映画シリーズ）
- 2013： Letzte Spur Berlin – Ewige Dunkelheit （TVシリーズ）
- 2013年：ブラックブラザーズ
- 2013： Tatort –お誕生日おめでとう、サラ（TV映画）
- 2013年：死んだ
- 2014年：ビビ＆ティナ
- 2014年： Kein Entkommen （TV映画）
- 2014：ビビ＆ティナ：完全に魔女！
- 2015年：私たちが夢を見たとき
- 2015年：ゴーストハンター–アイシートラック
- 2016：ロカビリーレクイエム
- 2016： Tatort – Kartenhaus （TV映画）
- 2016年：ミッドワイフの秘密（TV映画）
- 2016年：シェイクスピアの最終ラウンド（TV映画）
- 2016年： Zazy
- 2016年：サイドチェンジ
- 2016年： Fixiに夢中
- 2016： Prinz Himmelblau und Fee Lupin （TV映画）
- 2017： Die Ketzerbraut （TV映画）
- 2017： Hard Way：The Action Musical （短編映画）
- 2017： SCHULD nach Ferdinand von Schirach – Anatomie （TVシリーズ）
- 2017： The Invisibles –私たちは生きたい
- 2018： Tatort – Der kalte Fritte （TV映画）
- 2018： 5人の友人と恐竜の谷
- 2018： Rosamunde Pilcher：Nanny Desperately Wanted （TVシリーズ）
- 2018： Der Alte – In voller Absicht （TVシリーズ）
- 2019：ポーラー 狙われた暗殺者
- 2019：恋人
- 2019：北の殺人：ヒーリングファミリー（TVシリーズ）
- 2019：あなたの色
- 2020年：リンデンバーグ！自分のことをしてください
- 2020： SOKO Leipzig – The Trap （TVシリーズ）
- 2020年：アスファルトバーニング
- 2021年：アーミー・オブ・シーブズ

- 2014: ジュピター『タトート：ハッピーバースデー、サラ』でドイツTV女優賞部門受賞
- 2014: The Black Brothers』で部門賞男優賞のGolden Sparrow
- 2014: タトート：ハッピーバースデー、サラ』でギュンター・トラック・フェルンゼ賞受賞
- 2016: インメンホフ映画賞2015部門 主演女優賞